# Osbäcken

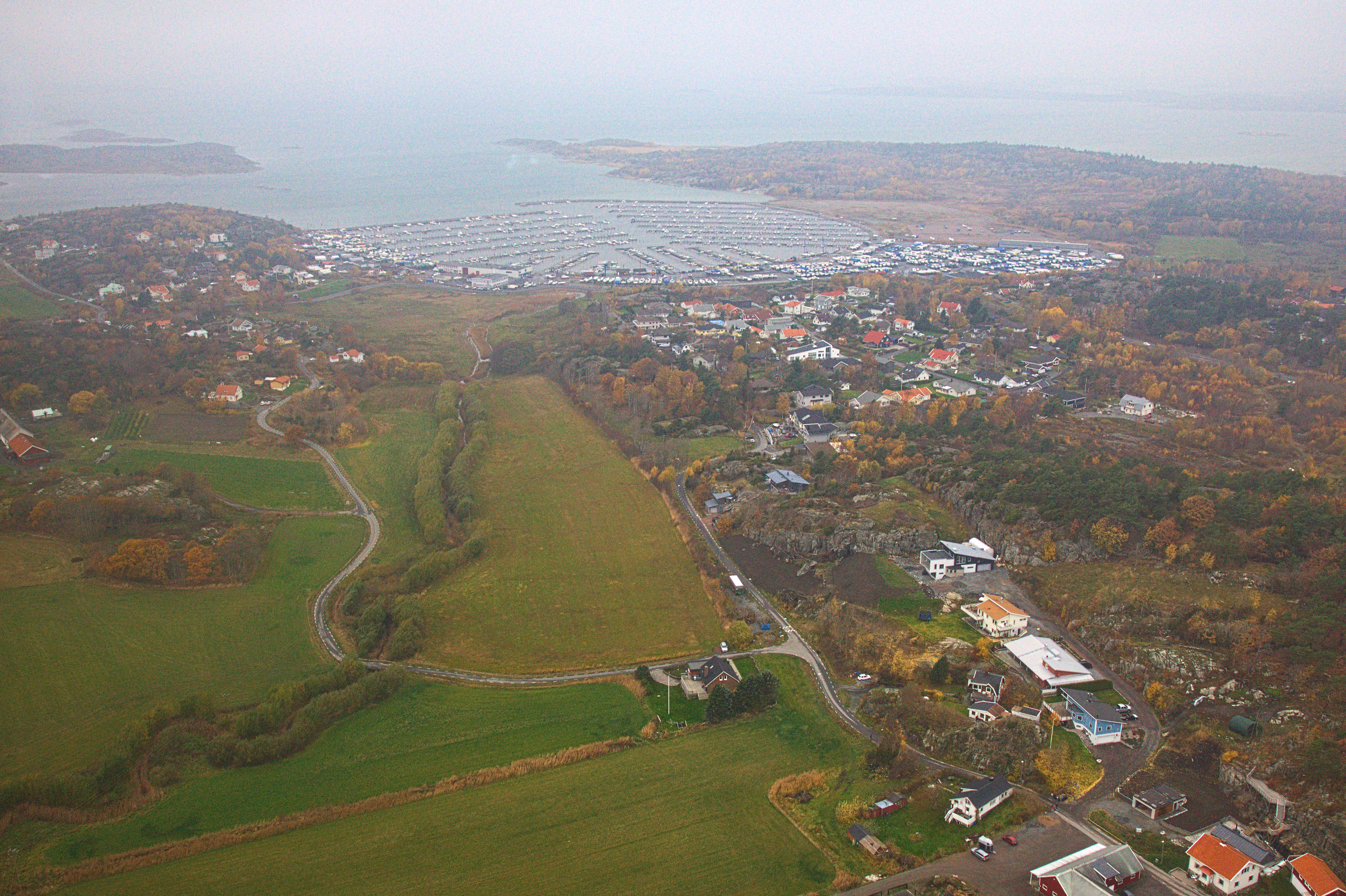
Osbäcken som slingrar sig i vänsterkant mot sin mynning vid Björlanda kile.

Osbäcken är en mindre bäck på Hisingen, Göteborgs kommun.
Den rinner från Klare mosse parallellt med Björlandavägen, rinner samman med Kålseredsbäcken vid Östergärde industriområde (från Lexby) samt Madbäcken (från Säve depå), och rinner ut vid Björlanda kile.
Osbäcken är den enda havsöringsförande bäcken på Hisingen. Bäckens flöde har 2005–2006 delvis dragits om vid Östergärde företagsby i ett EU-finansierat projekt, lett av Göteborgs Stad, där även en närliggande infiltrerande damm har anlagts för att förbättra vattenkvalitén.